# Loís Combas
Loís Combas (Bedarius, 30 de maig de 1925 - Cenhac, Llenguadoc, 22 de setembre de 2006) més conegut com a Joan de Cantalausa, nom amb el qual signava les seves obres, fou un sacerdot catòlic, professor, escriptor, lingüista i gran defensor de la llengua i cultura occitanes.
Cantalausa fou un gran savi a l'estil del jesuïta Miquel Batllori o Joan Coromines erudit solitari i poc reconegut, amb coneixements profunds de múltiples disciplines científiques i una incansable capacitat de treball. Cantalausa fou mestre, pedagog, i un lingüista poliglot que abraçà l'occità, català, arameu, grec, llatí, anglès, alemany, francès, castellà, rus, etc.), professor, editor, productor audiovisual, poeta, assagista, investigador, traductor i lletrat de cultura anglosaxona. Durant anys va tenir càrrec d'una parròquia francesa a Nova York, fins que durant la dècada dels vuitanta es va instal·lar a la vora de Rodés i va dedicar la seva vida a dignificar el fet nacional occità i a divulgar la llengua d'oc, que ell en deia llengua miracle. L'any 1979 fundà l'associació Cultura d'Òc, per difondre la llengua occitana.
Cantalausa és autor d'una gran obra humanística que comprèn més de trenta obres en occità. La seva obra més coneguda és el Diccionari General Occitan, publicat el 2002, diccionari amb més de 100.000 entrades i 200.000 definicions i que és el primer diccionari occità en què les definicions també són en aquesta llengua. Incorpora tots els mots dels anteriors diccionaris de Frédéric Mistral i Loís Alibèrt afegint-hi paraules noves i neologismes. La majoria d'entrades són del dialecte llenguadocià, però també hi apareixen mots propis d'altres dialectes. Dedicà vint anys de la seva vida en aquest diccionari. Entre les altres obres trobem també el Diccionari Occitan Illustrat amb 15.000 paraules acompanyades d'una definició breu i una imatge. També ha traduït a l'occità els quatre Evangelis, El llibre de la jungla de Rudyard Kipling, La revolta dels animals de George Orwell i algunes historietes d'Astèrix.
El 13 de maig de 2003, el Centre d'Agermanament Occitano-Català (CAOC) li va retre un sopar d'homenatge a Barcelona.
El 22 de setembre de 2006 va morir a Cenhac, prop de Rodés (Llenguadoc, Occitània), a 81 anys. Serà recordat per la seva defensa continuada de la cultura, la llengua i la nació occitanes.